# Чарли Марфи
Чарлс Квинтон Марфи (енгл. Charles Quinton Murphy; 12. јул 1959 — 12. април 2017) био је амерички глумац, комичар и писац. Његов млађи брат је такође глумац Еди Марфи.